# Ceratomerus dorsatus
Ceratomerus dorsatus är en tvåvingeart som beskrevs av Collin 1928. Ceratomerus dorsatus ingår i släktet Ceratomerus och familjen Brachystomatidae. Inga underarter finns listade i Catalogue of Life.